# 無邊厚頜甲鯰
無邊厚頜甲鯰，為輻鰭魚綱鯰形目長鬚鯰科的其中一種，分布於南美洲巴西São Francisco河流域，體長可達14公分，棲息在河川底部，屬肉食性，生活習性不明。